# Trogoderma denticorne
Trogoderma denticorne là một loài bọ cánh cứng trong họ Dermestidae. Loài này được Normand miêu tả khoa học năm 1936.